# Comitato Olimpico Nazionale della Repubblica del Kirghizistan
Il Comitato Olimpico Nazionale della Repubblica del Kirghizistan ((KY)  Кыргыз Республикасынын Олимпиада комитети) - noto anche come Национальный олимпийский комитет Кыргызской Республики in russo) è un'organizzazione sportiva kirghisa, nata nel 1991 a Biškek, Kirghizistan.
Rappresenta questa nazione presso il Comitato Olimpico Internazionale (CIO) dal 1993 ed ha lo scopo di curare l'organizzazione ed il potenziamento dello sport in Kirghizistan e, in particolare, la preparazione degli atleti kirghisi, per consentire loro la partecipazione ai Giochi olimpici. L'associazione è, inoltre, membro del Consiglio Olimpico d'Asia.
L'attuale presidente dell'associazione è Murat Saralinov, mentre la carica di segretario generale è occupata da Kanat Maratovich Amankulov.